# Ostafrikanischer Florin

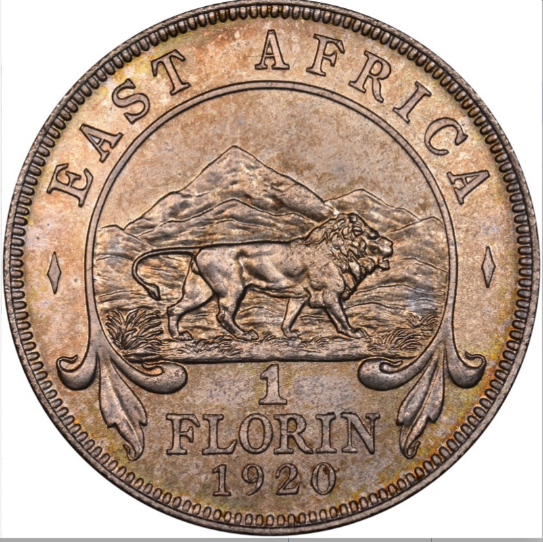
1 East African Florin, 1920

Der Ostafrikanische Florin war die Währung des britischen Kronkolonie Britisch-Ostafrika von 1920 bis 1921. Der Florin war in 100 Cent unterteilt und ersetzte die Ostafrikanische Rupie im gleichen Wert. Seinerseits wurde der Ostafrikanische Florin durch den Ostafrikanischen Schilling ersetzt, dessen Wert dem britischen Schilling entsprach und zwar im Austauschwert 2 Schilling = 1 Florin.

## Münzen
Aufgrund seiner kurzen Gültigkeitsdauer wurden vom Florin nur wenige Münzen geprägt und noch weniger in Umlauf gebracht. Sie sind daher heute sehr selten. Die Münzen hatten die Werte 1, 5, 10, 25 und 50 Cents und 1 Florin. Allerdings wurden laut „Standard Catalog of World Coins“ (C. L. Krause & C. Mishler, Krause Publications) die 50 Centmünzen nie in Umlauf gebracht und nur 30 % der produzierten 1, 5 und 10 Centsmünzen.

## Banknoten
Das East African Currency Board brachte Banknoten im Wert von 1, 5, 10, 20, 50, 100 und 500 Florin heraus, wobei die Noten mit 10 Florin und höher auch die Wertbezeichnung in Pfund (1, 2, 5, 10 and 50) erhielten.